# Мадона дела Паче (Фрозиноне)
Мадона дела Паче је насеље у Италији у округу Фрозиноне, региону Лацио.
Према процени из 2011. у насељу је живело 149 становника. Насеље се налази на надморској висини од 300 м.